# Kajakarstwo na Letnich Igrzyskach Olimpijskich 1956 – C-1 10 000 m mężczyźni
Zawody w kajakarstwie klasycznym kanadyjek (C1) na dystansie 10000 m mężczyzn na Letnich Igrzyskach Olimpijskich 1956 zostały rozegrane 30 listopada 1956 r. W zawodach wzięło udział 9 zawodników z 9 państw. Zawody składały się wyłącznie z finału.

## Rezultaty

### Finał
| Poz. | Zawodnik           | Reprezentacja     | Czas      |
| ---- | ------------------ | ----------------- | --------- |
| 1.   | Leon Rotman        | Rumunia           | 56:41,0   |
| 2.   | János Parti        | Węgry             | 57:11,0   |
| 3.   | Giennadij Bucharin | ZSRR              | 57:14,5   |
| 4.   | Jiří Vokněr        | Czechosłowacja    | 57:44,5   |
| 5.   | Franz Johannsen    | Niemcy            | 58:50,1   |
| 6.   | Werner Wettersten  | Szwecja           | 59:24,7   |
| 7.   | Donald Stringer    | Kanada            | 59:57,5   |
| 8.   | Frank Havens       | Stany Zjednoczone | 1:01:23,6 |
| 9.   | Bryan Harper       | Australia         | 1:02:12,1 |